# Richard Rawson (cónego)
Richard Rawson (falecido em 1543) foi arquidiácono de Essex de 1503 e um cónego de Windsor de 1523 a 1543. Ele era filho de Richard Rawson, um comerciante de Londres e de sua esposa Isabella Craford, e irmão mais novo de John Rawson, 1º Visconde Clontarf, Lorde Tesoureiro da Irlanda. Ele recebeu o seu bacharelato em Direito Canónico em Cambridge em 1490, seguido por um presumível doutorado pela Universidade de Bolonha.